# Crotonogyne manniana
Crotonogyne manniana är en törelväxtart som beskrevs av Johannes Müller Argoviensis. Crotonogyne manniana ingår i släktet Crotonogyne och familjen törelväxter. IUCN kategoriserar arten globalt som nära hotad.

## Underarter
Arten delas in i följande underarter:
- C. m. congolensis
- C. m. manniana